# GO♪ GO♪ E-TRAP
GO♪ GO♪ E-TRAP（ゴーゴーイートラップ）は、テレビ東京系で2007年4月2日から同年9月28日までの夕方（月〜金、17:25〜17:30）に放送された関東ローカルミニ番組。
『おはYO!E-TRAP』（月〜金、6:40〜6:45）からリニューアルされた子供向け料理番組。前身番組の放送開始から当番組の終了までに140以上のレシピを紹介。

## 出演者
- E☆Traps
- 服部幸應

## 内容
- 放送開始 - （2007年4月2日 - 6月29日）

月 - 水：料理作り（毎日違うレシピを、その週の食材で）
木：料理と食材のまとめ
金：E☆Trapsの社会見学
- - 放送終了 （2007年7月2日 - 9月28日）

月：食材の学習
火・水：料理作り
木：料理と食材のまとめ
金：E☆Trapsの社会見学（最終回のみこれまでのまとめ）

## 番組テーマソング
- EIYO! - オープニングテーマ。テレビ東京の公式サイトにて購入可能だった。

## タイムテーブル
- 17:25〜：オープニング
- 17:26〜17:27：日替わりの内容（上記参照）
- 17:28：次回告知